# Ringer-Weltmeisterschaften 1991
Die Ringer-Weltmeisterschaften 1991 fanden nach Geschlechtern getrennt an unterschiedlichen Orten statt. Dabei wurden die Ringer je Stilart in jeweils zehn Gewichtsklassen unterteilt, während die Frauen in neun Gewichtsklassen antraten.

## Griechisch-römisch
Die Wettkämpfe im griechisch-römischen Stil fanden vom 27. bis zum 30. September 1991 in Warna statt.

### Medaillengewinner
| Klasse  | Gold                 | Silber              | Bronze                     |
| ------- | -------------------- | ------------------- | -------------------------- |
| -48 kg  | Kwan Duk-yong        | Ali Simkhah         | Sergei Suworow             |
| -52 kg  | Raúl Martínez Alemán | Shawn Sheldon       | Jon Rønningen              |
| -57 kg  | Rıfat Yıldız         | Alexander Ignatenko | András Sike                |
| -62 kg  | Sergei Martynow      | Akif Pirim          | Juan Luis Marén            |
| -68 kg  | Islam Dugutschijew   | Marthin Kornbakk    | Stojan Dobrew              |
| -74 kg  | Mnazakan Iskandarjan | Jaroslav Zeman      | Yvon Riemer                |
| -82 kg  | Péter Farkas         | Todor Angelow       | Goran Kasum                |
| -90 kg  | Maik Bullmann        | Reynaldo Peña       | Harri Koskela              |
| -100 kg | Héctor Milián        | Jörgen Olsson       | Sjarhej Dsjamjaschkewitsch |
| -130 kg | Alexander Karelin    | Matt Ghaffari       | Rangel Gerowski            |

### Medaillenspiegel
| Rang | Land               | Gold | Silber | Bronze |
| ---- | ------------------ | ---- | ------ | ------ |
| 1    | Sowjetunion        | 4    | 1      | 2      |
| 2    | Kuba               | 2    | 1      | 1      |
| 3    | Deutschland        | 2    | 0      | 0      |
| 4    | Ungarn             | 1    | 0      | 1      |
| 5    | Südkorea           | 1    | 0      | 0      |
| 6    | Schweden           | 0    | 2      | 0      |
|      | Vereinigte Staaten | 0    | 2      | 0      |
| 8    | Bulgarien          | 0    | 1      | 2      |
| 9    | Iran               | 0    | 1      | 0      |
|      | Tschechoslowakei   | 0    | 1      | 0      |
|      | Türkei             | 0    | 1      | 0      |
| 12   | Finnland           | 0    | 0      | 1      |
|      | Frankreich         | 0    | 0      | 1      |
|      | Jugoslawien        | 0    | 0      | 1      |
|      | Norwegen           | 0    | 0      | 1      |

## Freistil
Die Wettkämpfe im freien Stil fanden vom 3. bis zum 10. Oktober 1991 in Warna statt. Von den sowjetischen Ringern, die an den Start gegangen waren, verpasste lediglich Rassul Katinowassow als Viertplatzierter in der Gewichtsklasse -82 kg einen Medaillenrang.

### Medaillengewinner
| Klasse  | Gold                | Silber               | Bronze            |
| ------- | ------------------- | -------------------- | ----------------- |
| -48 kg  | Wugar Orudschow     | Kim Il-ong           | Kim Jong-shin     |
| -52 kg  | Zeke Jones          | Walentin Jordanow    | Wladimir Togusow  |
| -57 kg  | Sjarhej Smal        | Brad Penrith         | Oveis Mallah      |
| -62 kg  | John Smith          | Giovanni Schillaci   | Gadschi Raschidow |
| -68 kg  | Arsen Fadsajew      | Chris Wilson         | Walentin Getsow   |
| -74 kg  | Amir Reza Khadem    | Kenneth Monday       | Nasir Gadžihanov  |
| -82 kg  | Kevin Jackson       | Jozef Lohyňa         | Sebahattin Öztürk |
| -90 kg  | Macharbek Chadarzew | Heraklis Deskoulidis | Roberto Limonta   |
| -100 kg | Leri Chabelowi      | Mark Coleman         | Heiko Balz        |
| -130 kg | Andreas Schröder    | Gennadi Schilzow     | Jeffrey Thue      |

### Medaillenspiegel
| Rang | Land               | Gold | Silber | Bronze |
| ---- | ------------------ | ---- | ------ | ------ |
| 1    | Sowjetunion        | 5    | 1      | 3      |
| 2    | Vereinigte Staaten | 3    | 3      | 0      |
| 3    | Deutschland        | 1    | 0      | 1      |
|      | Iran               | 1    | 0      | 1      |
| 5    | Bulgarien          | 0    | 1      | 1      |
|      | Kanada             | 0    | 1      | 1      |
| 7    | Griechenland       | 0    | 1      | 0      |
|      | Italien            | 0    | 1      | 0      |
|      | Nordkorea          | 0    | 1      | 0      |
|      | Tschechoslowakei   | 0    | 1      | 0      |
| 11   | Kuba               | 0    | 0      | 1      |
|      | Südkorea           | 0    | 0      | 1      |
|      | Türkei             | 0    | 0      | 1      |

## Frauen
Die Wettkämpfe der Frauen fanden vom 24. bis zum 25. August 1991 in Tokio statt. Es waren 64 Ringerinnen aus 13 Nationen am Start.

### Medaillengewinner
| Klasse | Gold              | Silber              | Bronze                    |
| ------ | ----------------- | ------------------- | ------------------------- |
| -44 kg | Xiue Zhong        | Marie Ziegler       | Shoko Yoshimura           |
| -47 kg | Miyu Yamamoto     | Yanping Pan         | Elisabeth Garcia          |
| -50 kg | Martine Poupon    | Shannon Williams    | Youko Higashi             |
| -53 kg | Xia Zhang         | Yoshiko Endo        | Wenddy Yzaguirre Gonzalez |
| -57 kg | Olga Lugo Guardia | Gudrun Annette Høie | Marine Roy                |
| -61 kg | Brigitte Siffert  | Kimie Hoshikawa     | Line Johansen             |
| -65 kg | Akiko Iijima      | Ine Barlie          | Sylvie Thomé              |
| -70 kg | Yayoi Urano       | Emmanuelle Blind    | Mirna Martinez            |
| -75 kg | Dong Feng Liu     | Jeun Kyung-ran      | Ljudmila Golikowa         |

### Medaillenspiegel
| Rang | Land                | Gold | Silber | Bronze |
| ---- | ------------------- | ---- | ------ | ------ |
| 1    | Japan               | 3    | 2      | 2      |
| 2    | Volksrepublik China | 3    | 1      | 0      |
| 3    | Frankreich          | 2    | 1      | 2      |
| 4    | Venezuela           | 1    | 0      | 2      |
| 5    | Norwegen            | 0    | 2      | 2      |
| 6    | Vereinigte Staaten  | 0    | 2      | 0      |
| 7    | Südkorea            | 0    | 1      | 0      |
| 8    | Sowjetunion         | 0    | 0      | 1      |